# 相模 (歌人)
相模（日语：或／ Sagami */?，998年—1061年）是日本平安時代後期女房和歌人，攝津源氏出身，其父（一說為養父）是正四位下攝津守源賴光。她是中古三十六歌仙、女房三十六歌仙和《百人一首》歌人之一，有約110首作品收錄於敕撰和歌集。1955年2月2日，她的家集《相模集》獲文化廳指定為重要文化財，為東京富士美術館館藏。 

## 生平
- 土佐光起畫作
- 鳥文齋榮之畫作

按《中古歌仙三十六人傳》記載，相模之母是前能登守慶滋保章之女，與此同時《和歌文學講座》指出《敕撰作者部類》記載道其母是能登守慶滋保胤之女，雖然《尊卑分脈》中沒有記載兩人有女，不過由於在腳註中提到保章為能登守，因此理應視相模之母為保章之女，《和歌大辭典》、《日本古典文學大辭典》、《國史大辭典》、《日本大百科全書》以及《世界大百科事典》也提及此說法。另一方面，按《敕撰作者部類》記載，相模之父是源賴光，而根據收錄於《金葉和歌集》二度本的連歌（《新編國歌大觀》編號703），確實同時記載了相模母和源賴光兩人的名字，不過這並不等同於相模之父就一定是源賴光，也有說法認為相模是後來才與母親一同到賴光的家中，因此賴光也有可能是相模的養父。
生卒年份方面也眾說紛紜，《日本古典文學大辭典》根據相模身邊的人的年齡來推測她生於長德4年（998年），《國史大辭典》、《女人和歌大系》和《日本人名大辭典》也提及此說法，針原孝之和島田泰雄等人認為是正曆末年（995年），《和歌大辭典》認為是正曆末年（994年），高重久美則認為可能是正曆3年（992年）3月，《和歌文學辭典》指是長德至長保年間（995年至1003年）。逝年方面，《女人和歌大系》和《和歌文學講座》認為是天喜4年（1056年），《和歌大辭典》認為是康平4年（1061年）以後，《世界大百科事典》認為是同年3月之後，而治曆4年12月22日（1069年1月17日）舉行的庚申禖子內親王歌合的《群書類從》本雖然記載了相模有份參與此歌合，但是萩谷朴認為此書大量造假，實際上相模亦沒有出席此歌合，指出其最後的歌合是康平4年3月19日（1061年4月11日）舉行的祐子內親王名所歌合，其後的事蹟則不詳。
她在大約17或18歲的時候嫁給清少納言之子橘則長，20歲時她當時被稱為乙侍從，並且以此女房名出仕於皇后藤原妍子，其後她與則長離婚，並且於長和2年或3年（1013年或1014年）或寬仁3年（1019年）時改為嫁給大江公資，翌年3月或治安元年（1021年）時陪同其夫赴任相模守，因此得名相模，《國史大辭典》指她當時可能已經戀上藤原定賴，《和歌大辭典》則指當時她已經對定賴有所憧憬。萬壽元年（1024年）或2年（1025年）5月，隨著公資的任期結束後，她與公資一同回到京都，此後她與定賴的關係、其個人對於和歌的執著以及與公資之間沒有生下兒女等因素，促使兩人漸行漸遠，隨著她與定賴的戀情告終後，她也曾經嘗試挽留公資但失敗，最終在長元5年（1032年）公資赴任遠江守後，兩人的關係破裂收場。此外，《中古歌仙三十六人傳》雖然提到她是入道一品祐子內親王的女房，但是由於祐子內親王從來未獲賜一品的銜頭，從時期來推算的話，較有可能是脩子內親王，實際上《國史大辭典》、《世界大百科事典》、《日本大百科全書》、《日本國語大辭典》、《大英百科全書》日本版和《大辭泉》均採納此說法。

## 和歌
相模收錄於敕撰和歌集的和歌數目眾說紛紜，《敕撰作者部類》和《國史大辭典》記載為108首，《世界大百科事典》是109首，《日本古典文學大辭典》、《和歌大辭典》和《日本大百科全書》則是110首，而在《後拾遺和歌集》的入集歌數為40首，僅次於67首的和泉式部，排在第2位。此外，她的歌風清新細緻，平實直接的同時帶有情感，作品不乏因為戀情失意而感到苦惱的和歌，不過更多的是將自己置於幻想世界裡或是跟現實作出比較，通過將古歌的情懷重整，以細緻的表現將其形象化，從而創作出完成度高的作品。歌合方面，除了上述的祐子內親王名所歌合外，她先後出席在長元8年5月16日（1035年6月24日）舉行的賀陽院水閣歌合、長久2年2月12日（1041年3月16日）舉行的弘徽殿女御生子歌合、同年夏天的一品宮脩子內親王歌合、永承3年（1048年）春天舉行的鷹司殿倫子百和香歌合、同年或翌年5月舉行的六條齋院禖子內親王歌合、永承4年11月9日（1049年12月6日）舉行的內裏歌合、永承5年4月26日（1050年5月19日）舉行的前麗景殿女御延子歌繪合、同年6月5日（6月26日）舉行的祐子內親王歌合、永承6年5月5日（1051年6月15日）舉行的內裏根合以及天喜4年4月30日（1056年6月15日）舉行的皇后宮寬子春秋歌合。此外，她與能因、源經信和藤原範永等歌人齊名，其中範永和橘為仲等人則受其指導，《八雲御抄》中將她與赤染衛門、紫式部、和泉式部相題並論，指她們可媲美上古的歌人。
- 《小倉百人一首》
相模
菱川師宣繪本
- 《小倉擬百人一首》
相模 京極內匠 阿菊
歌川國芳的浮世繪
- 《百人一首內 相模》
歌川國芳的浮世繪

《百人一首》的入選作是：
| 《新編國歌大觀》版本 | 全日本歌牌協會版本 | 嵯峨嵐山文華館版本 | 中譯                                        |
| -------------------- | ------------------ | ------------------ | ------------------------------------------- |
|                      |                    |                    | 哀哀空怨恨 兩袖淚難乾 情痴堪憔悴 清名枉自憐 |

這首和歌收錄於《後拾遺和歌集》第十四「戀四」，《新編國歌大觀》編號是810，詞書是「在永承六年內裏歌合時」（永承六年内裏歌合に）。此歌出自於永承6年5月5日（1051年6月15日）舉行的內裏根合，為相模作為左方歌人時的作品，她同時以此擊敗右方歌人源隆俊，同時此歌雖然也收錄於《榮花物語》、《古來風體抄》、《定家八代抄》、《八代集秀逸》、《五代簡要》和《時代不同歌合》，但是吉海直人認為其末句的概念非常普遍，像周防內侍的《百人一首》入選作也採用了完全一樣的歌詞，不過礙於其複雜的結構，導致對此歌的解讀存在分歧。
首句的指怨恨對方的寡情薄幸，的意思則是悲嘆自身的命運。第二句的是四段活用動詞（弄乾）的未然形，是表示否定的助動詞的連體形，（袖）是第四句的緣語，則是將輕的東西（在這裡指衣袖）類推至末句「名」的一個表示程度的副助詞，並且隱含可惜的意思，全句指儘管連衣袖被淚水沾濕也覺得可惜。第三句的是ラ行變格活用的連體形，意思是「是這樣」（である），是包含感嘆意思的逆接用接續助詞，指儘管如此（のに）。第四句意思是這場戀愛帶來的污名讓自己名聲敗壞，其中是表示結束的助動詞的未然形，是表示推量的助動詞。末句的意思是這樣的評價很可惜，其中是對作者的評價，是表示強調的的係助詞，與的已然形形成係結。

## 家集
相模的家集分為《相模集》、《思女集》以及《針切相模集》，而《相模集》又細分為流布本和異本兩類，彰考館本《相模集》、島原松平文庫本《女房相模集》、龍谷大學本《相模集》、內閣文庫本、群書類從本、榊原本和淺野本等均屬於流布本類，其中淺野本是長16.4厘米，寬15.8厘米的枡形列帖裝，書套是繡有寶珠紋的藍色金襴，其背面是由金箔和銀箔的砂子而成的雲霞紋，也有切箔，封面是繡有萩蔓草紋的栗色唐紙，中央部分是藤原定家親筆的「相模集」三字，正文紙質是楮紙，以一面十二行和十三行為主，也有部分是十行、十一行和十四行，其中十三行和十四行的行距較窄，和歌分作兩行，詞書幾乎都隔兩個空格，總收錄歌數為597首，包括一首長歌以及七句連歌，而淺野本彼此之間缺少的和歌達數首至十多首，其中第394首和396首重複，第395首則是由第397首的上句以及第393首的下句合併而成的重複收錄歌，第10首之後的秋部分則缺失了4首和歌，群書類從本則再缺少7首，分別是淺野本的第155首、第156首、第258首至262首。根據淺野本的序文，該版本由相模自己撰寫而成，《和歌大辭典》指成書於她與公資分開的長元7年或8年（1034年至1035年），《日本古典文學大辭典》則指對於虛構的強烈關注是基於非常熟知她的作歌本質，因此無法盡信家集的記載，並且認為雖然難以推測其中和歌的創作時期，不過提到她在活躍於歌壇的長曆年間（1037年至1040年）之後的作品均沒有收錄於此家集內，內容上則主要以對公資的愛恨情仇為主題，卷頭是以天王寺為題的9首和歌等題詠，然後是與公資、定賴、源資通和則長等人的贈答歌以及生活歌，後半部分是與走湯權現相關的三組百首歌，即所謂的走湯百首或相模百首，卷末是她感嘆自己被丈夫拋棄而寫下的長歌，最後的部分有4首增補自敕撰集的和歌，內容結構上各類家集均共通，奧書則寫有「家本遺失於承久3年（1221年），參照藤原知家本於嘉祿3年5月20日（1227年7月5日）抄寫下來」（家本承久三年失之，以大宮三位本今書留，嘉祿三年五月廿日）。由於由定家負責編撰的《新敕撰和歌集》採錄了18首相模的作品，其中有15首來自此家集，因此推測定家在編撰《新敕撰集》時，曾經以此作為參考資料。另外，家集本身是定家讓家中少女手抄而成，定家本人則負責校對、增補以及撰寫奧書，儘管如此家集的包裝紙仍然視其為定家親筆，附屬文書記載家集在寶永5年（1708年）夏天上旬時價值金百兩，用作保管家集的桐箱的箱蓋上則有以隸書寫成的「相模集 定家卿筆」，古筆鑑定家古筆了音認為這出自於小堀政一的手筆。
第二類的異本《相模集》包括宮內廳書陵部藏《相模集》（異本A）、同書陵部藏《相模歌集》、神宮文庫本、龍谷大學本《一宮相模集》以及島原松平文庫本《相模集》等等，其中宮內廳書陵部藏《相模集》是長17.3厘米，寬17.6厘米的枡形列帖裝，封面是紅色的鳥之子紙，題簽為「相模集」，正文同樣採用鳥之子紙，一面十行，和歌一行，詞書隔兩個空格，為江戶時代初期的手抄本，收錄歌數是30首，與流布本共通的和歌只有第27首和第28首，然而這兩首的詞書不但與流布本完全不同，與此家集內的其他和歌的體裁也不一致，鑑於這兩首作品與《後拾遺集》極為相似，因此很有可能是增補自《後拾遺集》，家集本身也有歌順和詞書凌亂以及後人改寫過的痕跡。第三類的宮內廳書陵部藏《思女集》（異本B）是與異本A同樣大小，封面題簽則寫作「思女集相模」，正文紙材是五色楮紙，一面十行，和歌一行，詞書隔三個空格，與異本A同樣是江戶時代初期的手抄本，收錄歌數是28首，與流布本之間沒有任何共通歌，與異本A的共通歌則是22首，其中異本A的獨有歌為8首，異本B的獨有歌則是6首，兩者的跋文也非常類似，內容也同樣以相模與公資的分別後的胡思亂想為主，為公資赴任遠江守後不久的作品，序文雖然也指出這是相模自己撰寫的家集，但是按淺野本第196首的詞書記載，相模的歌稿被其他人編成有一本名叫《物思女集》（物思ふ女の集）的家集，《日本古典文學大辭典》認為可能是公資，而這本《物思女集》可能就是異本B或其源流，異本A則可能是其派生作品，而兩者的成書時期同時比流布本都要早。第四類的《針切相模集》（異本C）是斷簡，原本是上下21.1厘米至22.9厘米的列帖裝冊子，料紙是帶光澤的楮質白紙，雖然傳出自於藤原行成手筆，但是看起來像是白河天皇或堀河天皇在位時期的筆跡，有11面共36首，與淺野本共通的和歌有19首，剩餘17首均是獨有歌，共通的19首全數集中於淺野本的四季和雜的歌群內，因此推測斷簡成立時期早於流布本，源流是由某一時期的歌稿編成的小家集，與異本A和B之間的關係則不明。底本方面，《新編國歌大觀》以淺野本以及異本A為底本，《桂宮本叢書》是異本A和異本B，《私家集大成》則同時採錄了四個版本。

### 註解
1. ↑  相模的生卒日期存在爭議，參見#生平。
2. ↑  詞書是指該和歌的主題和寫作動機等相關事宜[27]。
3. ↑  《古筆大辭典》認為是胡蝶裝[32]。
4. ↑  金襴是一種紡織品，指將貼於金箔上的紙剪碎後，通過平金絲（日语：金銀糸）的方式，應用於綾、繻子織（日语：繻子織）、羅和紗等以緯絲編織而成的紋樣上[33]。
5. ↑  砂子是指將金箔和銀箔弄成粉，作為裝飾撒在上面[34]。
6. ↑  切箔是指將金銀等的箔剪成不同大小形狀，然後灑在上面的一種裝飾[35]。
7. ↑  《古筆大辭典》認為是茶色的烙畫（日语：焼き絵）紙[32]。
8. ↑  贈答歌是指兩人之間互相通過和歌來溝通[36]。
9. ↑  《新編國歌大觀》以及《日本古典文學大辭典》認為是箱根權現（日语：箱根権現）[37][5]。

## 外部連結
- . 國書數據庫 （日语）.
- . 國際日本文化研究中心和歌數據庫 （日语）.